# جسم استخوان شرمگاهی
جسم استخوان شرمگاهی (انگلیسی: Body of pubic bone) بخشی پهن و قوی از استخوان عانه است.
جسم استخوان شرمگاهی قابل لمس می‌باشد. لبه جلویی آن به خاطر وجود ستیغ‌های شرمگاهی (Pubic crest) لبه دار و تیز بنظر می‌رسد. سطح بالایی ارتفاق عانه هم سطح با راس استخوان خاجی(Sacrum) در مردان و راس دنبالچه (Coccyx) در زنان می‌باشد.
تکمه شرمگاهی (Pubic tubercle): 5/2 سانتی‌متر خارج از Symphysis pubis، به صورت یک برآمدگی سفت لمس می‌شود و نشانه مهمی برای ناحیه کشاله ران (Inguinal) می‌باشد.